# جينيفر ميليتيلو
جينيفر ميليتيلو (بالإنجليزية: Jennifer Militello)‏ (13 يناير 1972، نيويورك في الولايات المتحدة)؛ كاتِبة وشاعرة أمريكية.